# 곽덕훈
곽덕훈(郭德薰, 1949년 3월 1일 ~ )은 대한민국 대학 교수를 지낸 기업가이다.

## 주요 이력
한국방송통신대학교의 교수를 역임하고 2013년 1월 31일자로 한국방송통신대학교를 명예퇴직하였다. 2008년 한국교육학술정보원 원장으로 임명되었고, 2009년 10월 EBS 사장에 임명되었으며 2013년 2월부터 교육콘텐츠 관련 기업인 (주)아이스크림미디어 보관됨 2019-04-12 - 웨이백 머신의 부회장으로 근무 중이다.

## 학력
서울고등학교를 졸업하고 서울대학교 자원공학과에서 수학하여 학사 학위하였으며, 연세대학교 산업대학원에서 전자계산학으로 공학석사, 고려대학교대학원에서 전산학으로 이학박사학위를 취득하였다.

## 주요 경력
곽덕훈 이학박사(전산학 전공)는 한국뿐만 아니라 세계적으로 가장 존경받는 에듀테크(이러닝) 분야 전문가 중 한 명으로 인정받았으며 국내외 에듀테크 발전을 위해 큰 업적을 이루었다. 한국방송통신대학 교수(1983. 1. ~ 2013. 1.), KERIS 원장(2008. 6. ~ 2009.10), EBS 사장(2009.10 ~ 2012.11), 한국교육정보표준화(ISO/IEC JTC1 SC36-Korea) 위원장(2000. 1. ~ 2021. 6.) 그리고 디지털기반 글로벌 교육기업인 아이스크림미디어의 부회장(2013. 2. ~ 현재) 등을 역임하면서 우리나라의 디지털 기반 미래교육 발전에 크게 기여하였고 한국정부의 교육정책과 관련된 최고 수준의 자문역으로서 역동적이고 미래지향적인 역할을 수행해오고 있다.

## EBS 사장 재직 시
곽덕훈 사장은 EBS 홈페이지 '사장과의 대화' 코너에 올라오는 글들을 주목하여 보고 3만건에 달하는 질문에 대부분 직접 답변을 달았다.  '철저히 수요자 중심'을 주창하는 그는 "'사장과의 대화' 코너 덕분에 EBS의 고객들이 원하는 게 뭔지 빨리 알아낼 수 있었다"고 말하였다.
2011년 6월, 곽덕훈 사장은 지상파 방송사로는 처음으로 '고객 서비스'와 '콘텐츠' 개념을 과감히 도입한 조직개편을 단행했다. 또 부장 이상 간부 수를 10% 이상 감축하는 조직 슬림화도 실현했다.
곽덕훈 사장은 “남은 1년 4개월 동안 EBS 구성원들의 마인드를 ‘디지털화’하고 콘텐츠 기반의 시스템을 만들어 놓고 나가는 것”을 EBS에서 꼭 이루고 싶은 목표로 꼽았다.
곽덕훈 사장은 고객 서비스 및 콘텐츠 기획·제작 능력을 강화하고, 조직 수를 11.7% 축소하는 등 조직 개편을 단행했다. 곽 사장은 "이번 조직 개편은 EBS를 콘텐츠 중심, 서비스 중심, 융합미디어 중심 조직으로 바꾸기 위한 것"이라면서 "경영효율화를 위해 조직 수도 축소, 부장급 이상 간부의 수를 11%가량 줄였다"고 밝혔다.
EBS(사장 곽덕훈)는 자사 방송 콘텐츠와 외부 교육 콘텐츠를 제공하는 'EDRB(Educational Digital Resource Bank, www.edrb.co.kr)'서비스를 시작했다. 2011년 5월 시범서비스를 시작했다. EDRB는 30∼50분 분량의 방송 프로그램을 내용ㆍ장면 단위로 편집, 5분 내외의 동영상 클립으로 제공한다. 또 오픈 API(응용 프로그래밍 개발 환경)를 활용해 에듀넷(www.edunet4u.net)ㆍ국가지식포털(www.know ledge.go.kr) 등에 있는 연관 정보도 지원한다. EDRB는 국가 교육정보 표준 메타데이터 형식인 KEM 3.0을 기반으로 하며, 동영상 클립은 모두 1Mbps의 고화질로 제공된다. 학교 수업시간에 활용할 수 있도록 부가정보를 제공하며, 교사는 관련 동영상을 다른 자료에 링크하여 활용할 수 있다.
곽덕훈 사장은 2012년 경영화두를 콘텐츠, 스마트, 글로벌에 두고 있다. 곽 사장은“향후 소셜네트워크 시대가 지나고 감성네트워크(emotion network) 시대가 올 것”이라며 “사람들의 가슴을 울리는 콘텐츠를 개발하려고 한다”고 말했다. 콘텐츠 제작에 있어 곽 사장은 직원들에게도 고객의 소리를 적극 반영하는 상향식(Bottom up) 콘텐츠 제작을 주문하였다.

## 저서 및 상훈
방송통신대학교 교수로서 전산학관련 교재 등을 집필하였고, 주요 저서는 다음과 같다.
- 곽덕훈 (2001). 《인터넷 활용》. 영진닷컴. ISBN 8931415729.
- 곽덕훈 (2002). 《쉽고 빠르게 배우는 인터넷 활용》. 영진닷컴. ISBN 8931420137.
- 곽덕훈 (2002). 《시스템 프로그래밍》. 한국방송통신대학교 출판부. ISBN 8920903476.
- 곽덕훈 (2004). 《멀티미디어 시스템》. 이한출판사. ISBN 898241343X.
- 곽덕훈 (2016).  <컴퓨터의 이해>. 한국방송통신대학교출판문화원. ISBN 9788920017117
- 곽덕훈 (2020). <C 프로그래밍>. 한국방송통신대학교출판문화원. ISBN 9788920035197
- 상 훈

○ 2019. 11.  6.   도산인상 도산교육상 수상
○ 2013.  8. 31.   근정포장(국민교육발전에 기여한 공로포상)
○ 2013.  2.  6.   은탑산업훈장(디지털방송전환 공로포상)
○ 2012. 10.  6.   제21회 소충.사선문화상 대상 수상(소충.사선 문화제전위원회)
○ 2012.  6.  2.   제7회 윤동주평화상 교육부문(윤동주문학사상선양회)
○ 2012.  2.  8.   밝은사회클럽 평화봉사대상 언론봉사부문(밝은사회클럽 국제본부)
○ 2011.  7. 20.   몽골정부의 “교육최고훈장”(몽골 교육문화과학부)
○ 2009. 11. 18.   한국IT서비스학회 공로상(한국IT서비스학회)
○ 2008.  7.  1.   한국정보과학회 공로상(한국정보과학회)
○ 2006. 11. 10.  한국정보처리학회 공로상(한국정보처리학회)
○ 2005. 11. 10.  산업자원부 e-비지니스(이러닝) 유공자 대통령 표창수상(행정자치부)
○ 2004.  3. 10.  노동부 직업훈련기관평가 유공자 노동부장관 표창수상(노동부)
○ 2003.  4. 18.  한국가상캠퍼스 Best Teacher상 수상(한국가상캠퍼스)
○ 2000. 12. 30.  정보인력양성 유공자 정보통신부장관 표창수상(정보통신부)
○ 1997.  6. 16. 정보화 유공자 대통령 표창수상(총무처)